# Lămâie verbină
Lămâia verbină sau verbină parfumată (Aloysia citrodora) este o specie de plantă cu flori din familia Verbenaceae, originară din America de Sud. A fost adusă în Europa de către spanioli și portughezi în secolul al XVII-lea și cultivat pentru uleiul său. Nu trebuie confundată cu verbina comună (Verbena officinalis).

## Descriere

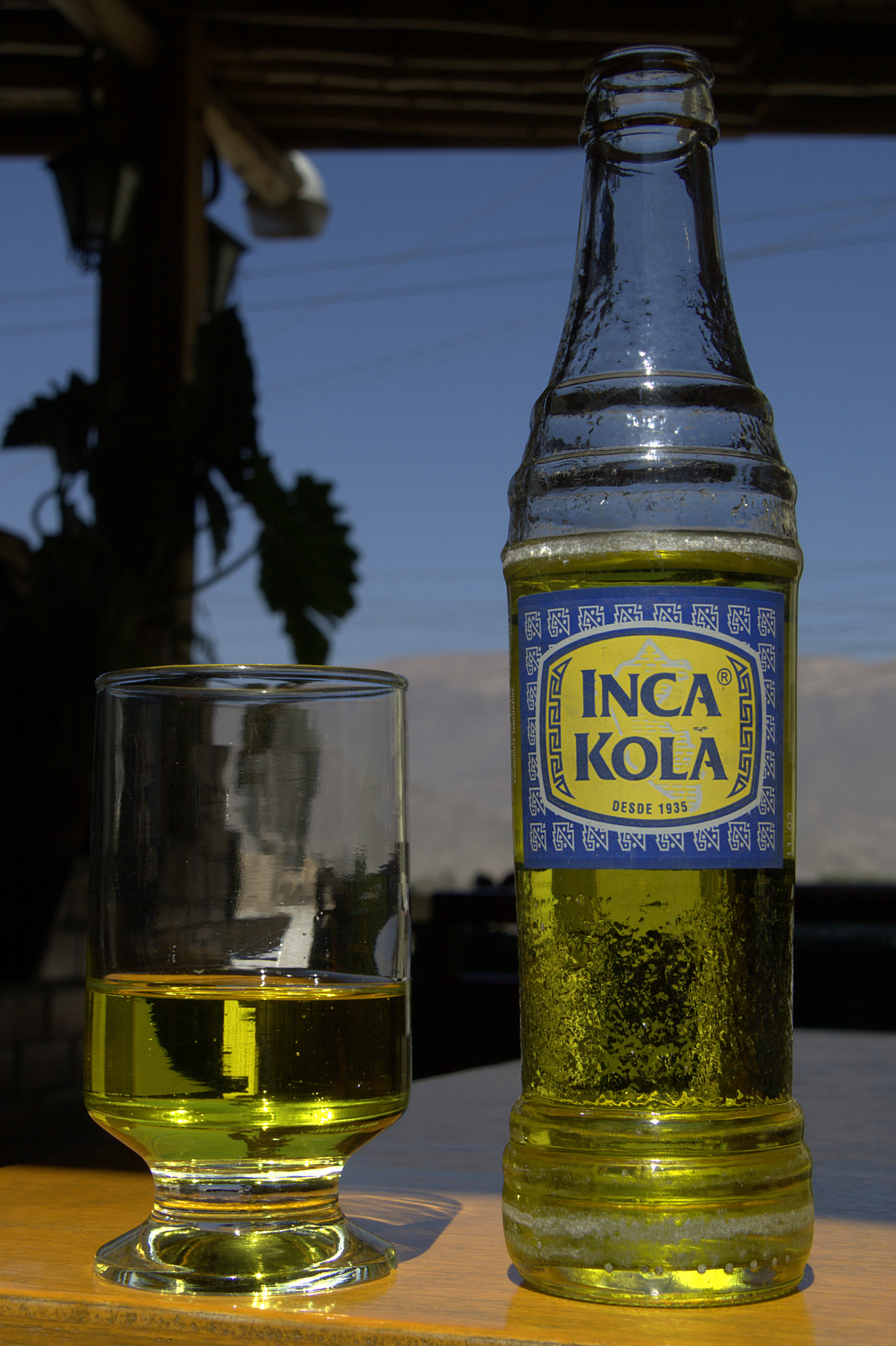
Inca Kola, aromatizată cu lămâia verbină.

Lămâia verbină este un arbust sau subarbust peren care crește până la 2-3 metri de înălțime. Frunzele sunt lungi, lucioase și ascuțite, în medie de 8 centimetri, sunt ușor aspre la atingere și emit un parfum de lămâie puternic atunci când sunt zdrobite (de aici și epitetul specific latin citrodora - parfumat de lămâie).
Niște flori mici violete sau albe apar la sfârșitul primăverii sau la începutul verii, deși lămâia verbină în ghiveci poate să nu înflorească. Este sempervirescentă în zonele tropicale, dar este sensibil la frig, pierzând frunzele la temperaturi sub 0°C, deși lemnul este rezistent la -10°C. Tunderea este recomandată în primăvară pentru a favoriza plantei o formă mai stufoasă. Datorită numeroaselor sale folosiri culinare, este comercializată pe scară largă și ca plantă pentru grădina de ierburi.

## Utilizări
Frunzele de lămâie verbină sunt folosite pentru a adăuga o aromă de lămâie la mâncărurile cu pește sau cu păsări de curte, marinate de legume, sosuri de salată, gemuri, budinci, iaurt grecesc și băuturi. Această plantă este utilizată pentru a face tizane și ca aromă de lichior. Este utilizat în medicina tradițională în țările latino-americane. În mod istoric, uleiul se distila din frunze pentru a fi utilizat în industria parfumurilor, dar are proprietăți sensibilizante și fototoxice pentru piele. În Uniunea Europeană, uleiurile esențiale de verbină (Lippia citriodora Kunth.) și derivații, altele decât cele absolute, sunt interzise pentru folosul ca ingredient de parfumare (Regulamentul nr. 1223/2009, anexa II).

## Chimia
Izolatele majore din uleiul de lămâie verbină sunt citralul (30-35%), nerolul și geraniolul. Extractele conțin, de asemenea, verbascosid. Deoarece planta are mai multe fitonutriente care pot acționa ca substraturi pentru enzimele care metabolizează medicamentele, lămâia verbină poate provoca interacțiuni plantă-medicament. Cu toate acestea, uleiul de lămâie verbină este, în general, recunoscut ca sigur (GRAS) de către Administrația SUA pentru Alimente și Medicamente atunci când este utilizat ca aromă.

## Legături externe
Materiale media legate de Lămâie verbină la Wikimedia Commons